# Vũ Văn Thược
Vũ Văn Thược (19 tháng 10 năm 1928 - 4 tháng 2 năm 2022) là một sĩ quan cấp cao của Quân đội nhân dân Việt Nam, hàm Thiếu tướng, nguyên Tư lệnh Quân đoàn 4.

## Tiểu sử
- Từ tháng 1-1978 đến tháng 2-1979: Phó bí thư Đảng ủy, Sư đoàn trưởng Sư đoàn 302, Quân khu 7.
- Từ tháng 3-1979 đến tháng 9-1983: Phó tư lệnh, Tham mưu trưởng mặt trận 479, Phó tư lệnh Quân khu 7.
- Từ tháng 10-1983 đến tháng 12-1983: Học viên Học viện Nguyễn Ái Quốc.
- Từ tháng 1-1984 đến tháng 3-1985: Cán bộ nghiên cứu, phân viện lịch sử quân sự Thành phố Hồ Chí Minh.
- Từ tháng 4-1985 đến tháng 11-1985: Phó tư lệnh, Tham mưu trưởng Quân đoàn 4.
- Từ tháng 12-1985 đến tháng 1-1988: Phó tư lệnh, Tham mưu trưởng, Quận đoàn 4.
- Từ tháng 2-1988 đến tháng 7-1990: Quyền tư lệnh Quân đoàn 4.
- Từ tháng 8-1990 đến tháng 11-1993: Tư lệnh Quân đoàn 4.
Đồng chí được phong quân hàm cấp Thiếu tướng tháng 12-1985.
Tháng 12-1993 đồng chí được Đảng, Nhà nước, Quân đội cho nghỉ hưu.
Do có nhiều cống hiến, đồng chí đã được Đảng, Nhà nước tặng thưởng nhiều Huân, Huy chương và Huy hiệu 70 năm tuổi Đảng cùng nhiều Bằng khen, Giấy khen khác. 

### Qua đời
Ông mất tại nhà riêng ở Thành phố Hồ Chí Minh vào lúc 11g00 ngày 4 tháng 2 năm 2022 hưởng thọ 93 tuổi, một thời gian không lâu sâu sinh nhật lần thứ 94 tuổi của ông.